# Beguinenturm

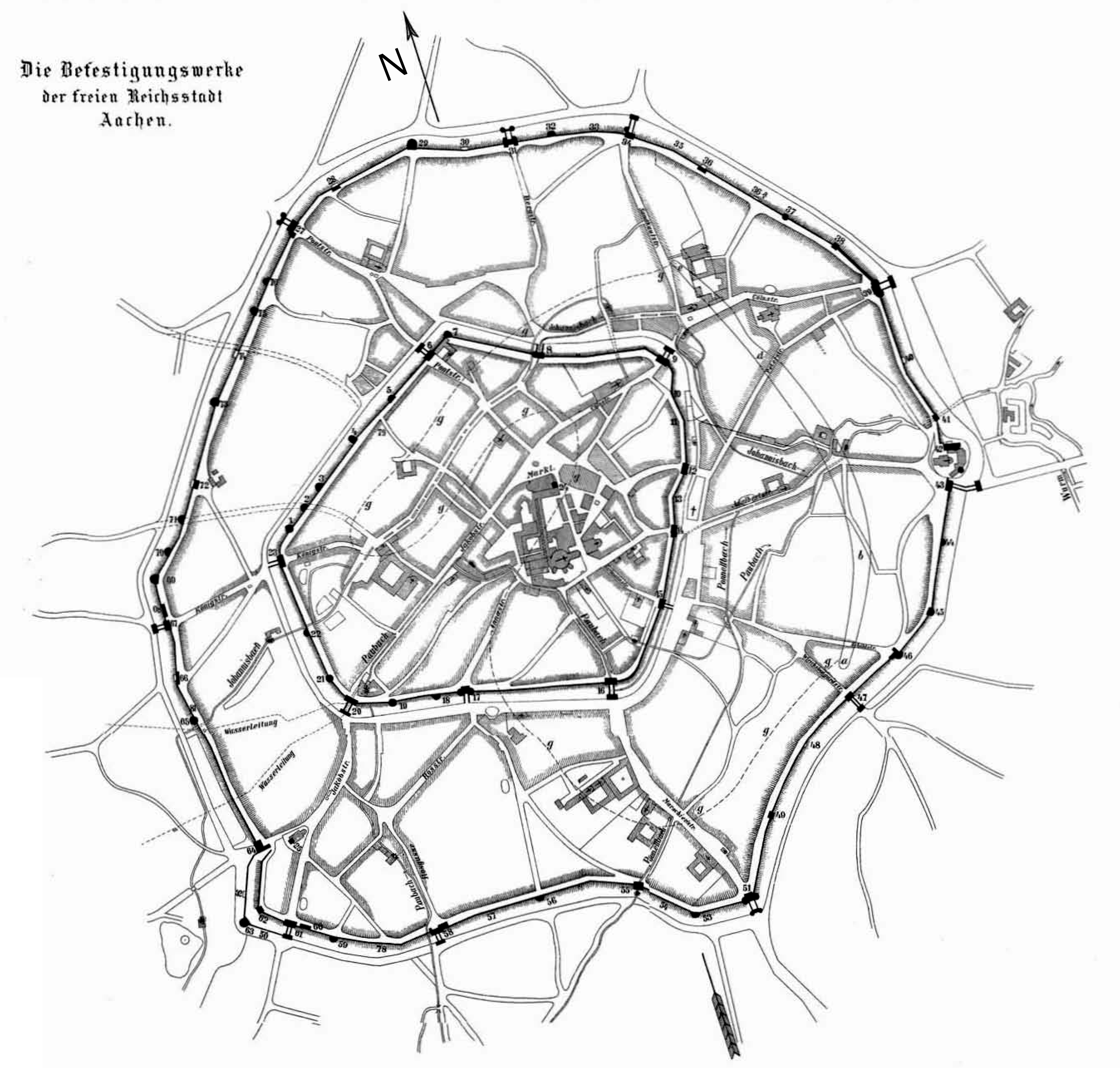
Overzicht van de vestingwerken in Aken. Nummer 71 is de Beguinenturm.

De Beguinenturm was een weertoren en maakte deel uit van de tussen 1300 en 1350 gebouwde buitenste stadsmuren van de Duitse stad Aken. De waltoren bestaat niet meer.

## Locatie
In de buitenste ringmuur stond de Beguinenturm in het westnoordwesten tussen de Königstor (in het zuidwesten) en de Ponttor (in het noordoosten), op ongeveer 75 meter ten noordoosten van de Burtscheider Turm tussen de Turmstraße en de Junkerstraße. Tussen de Beguinenturm en de Königstor stonden de Burtscheider Turm en de Langer Turm. Tussen de Beguinenturm en de Ponttor stonden de Gregoriusturm, de Bongartsturm en de Krückenturm.

## Geschiedenis
De bouwdatum van de Beguinenturm is niet bekend, maar deze zal net als de Langer Turm vroeg in de 14e eeuw gebouwd zijn, aangezien dit gedeelte van de stadsmuur in het noordwesten van de stad vanwege de voor een aanval op de stad gunstige omgeving als een van de eerste gedeelten van de tweede ringmuur gebouwd werd.
Tijdens de Franse bezetting van Aken werd op instructie van Napoleon om de militaire betekenis van Aken te minimaliseren, de Burtscheider Turm in het eerste kwart van de 19e eeuw afgebroken.

## Beschrijving
De Beguinenturm was een halfronde schelptoren met verlengde benen. De toren had een breedte van 11,1 meter en een diepte van 7,6 meter.
De toren had twee verdiepingen. Beide verdiepingen waren met een half koepelgewelf overwelft, dat over de verlengde ribben in een tongewelf overging. De begane grond had schietgaten voor boogschutters en kruisboogschutters. Op de bovenverdieping waren er bredere schietluiken aanwezig die door houten deurtjes gesloten konden worden, waarachter geschut geplaatst was zoals de ballista.
Het dak bestond uit een half kegeldak dat overging in een zadeldak.